# Stéphane Laurent (historien)
Pour l’article homonyme, voir Stéphane Laurent.
 (octobre 2013).
Stéphane Laurent, né à Rueil-Malmaison en 1966, est un historien de l'art. Il enseigne l'histoire de l'art à l'université Panthéon-Sorbonne depuis 1999, où il dirige la spécialité Art et industrie (design, mode et arts décoratifs). Il a également enseigné à l'Université Paris-Sorbonne, à l'Université de Berkeley et dans des universités du Moyen-Orient.

## Biographie
Enfant, il suit pendant plusieurs années les " Ateliers des moins de treize ans " (aujourd'hui Ateliers du Carrousel) au musée des Arts décoratifs que dirige l'illustrateur Pierre Belvès, avant d'apprendre le dessin dès l'âge de quatorze ans dans les cours du soir de la Ville de Paris à l'École supérieure des arts appliqués Duperré. Il effectue parallèlement une scolarité classique au collège-lycée Jacques Decour puis au lycée Lamartine à Paris, où il obtient un Baccalauréat en Art et Lettres avec mention. Il se dirige ensuite vers des études artistiques : il intègre une préparation d'État sur concours et sort diplômé en architecture intérieure de l'école Boulle (1987). Il approfondit ses connaissances en art et design à l'École normale supérieure de Cachan (1988-1993), où il obtient une maîtrise en Design parallèlement à son service national en coopération en République démocratique du Congo (1990), une agrégation (1991) et un diplôme d'études approfondies en histoire de l'architecture (1992), avant de soutenir un doctorat en histoire de l'art (Université Panthéon-Sorbonne, 1996) et d'obtenir une habilitation à diriger des recherches (université Panthéon-Sorbonne, 2006). Il est lauréat du concours interne des conservateurs du patrimoine de l'Institut national du patrimoine (France) en 2006.
Ses premières publications traitent de l'histoire de l'enseignement du design en France : L' Art Utile (1998), L’école Boulle (1998) et Les Arts appliqués en France (1999), Histoire de l’École nationale supérieure des arts Décoratifs, 1766-1941 (2004, co-éd. avec Thierry Chabanne). Il a livré des guides culturels sur les domaines du design et des arts décoratifs : Caractéristiques des styles (1998), Chronologie du design (1999), Le Musée des arts décoratifs (2006, co-éd. avec Françoise de Boisgibault). À partir de 2005, ses travaux de recherches s'orientent vers les études interculturelles (Cross-cultural studies) :  Figures de l'ornement (2005), Le Rayonnement de Gustave Courbet (2007), L'Unité de l'art, les peintres et le décoratif (thèse d'Habilitation, 2006) dont il s'inspire pour Le Geste et la pensée. Il a également publié une biographie sur le peintre existentialiste français Bernard Buffet (Bernard Buffet, le peintre crucifié, 2000).
Il collabore avec diverses revues d'art : La Gazette de l'Hôtel Drouot, L'Estampille-l'Objet d'art, Connaissance des arts, La Revue du design. Il est l'auteur de notices sur le design pour l'Encyclopædia Universalis et a publié de nombreux articles dans des actes de colloques et des catalogues d'exposition, dont Raoul Dufy au Musée d'art moderne de la ville de Paris (Paris, 2008), Philippe Starck au Centre Georges-Pompidou (Paris, 2003) et l'Art déco au Victoria and Albert Museum (Londres 2003) et plus récemment l'Union des artistes modernes au Centre Georges Pompidou (2018).
Il a été professeur invité dans plusieurs universités et centres de recherches à travers le monde : CASVA/National Gallery of Art (Washington DC, USA, 2005), Fondation du Japon/Université de Tokyo (2007), Center for Chinese Studies/République de Chine (2008), Université d'État de Campinas (État de São Paulo, Brésil, 2009). Ces recherches internationales ont joué un rôle déterminant dans le développement de son approche globale sur l'ornement, le design, l'architecture et la peinture.
Stéphane Laurent est expert et personnalité qualifiée en art et en design pour le ministère français de la Culture et de la Communication, notamment auprès de la commission d'acquisition du Mobilier national, et expert pour le Haut conseil pour l'évaluation de la recherche et de l'enseignement supérieur (Hcéres). S'appuyant sur son expérience d'administrateur (doyen, directeur exécutif) pour des universités du Golfe et américaine, il a mené une mission de conseil auprès de l'Ambassade de France au Soudan et de l'Université Al-Neelain à Khartoum, la seconde plus importante du pays, pour l'établissement d'une nouvelle faculté d'art et de design au sein de cette dernière. 

## Travaux
Ses publications portent sur l'histoire de l'art, du design, des arts décoratifs et de l'architecture à travers des synthèses et des travaux scientifiques et critiques. Chacune de ses études entreprend de discuter de questions de fond : Les Arts appliqués en France livre une nouvelle interprétation sur l'histoire des arts décoratifs en France de l'éclectisme à l'Art nouveau et à l'Art Déco ; dans sa biographie sur Bernard Buffet, il analyse le destin d'un peintre figuratif français à succès (notamment au Japon) qui a été confronté au développement de l'art contemporain international au cours de la deuxième moitié du XXe siècle en France. Son livre sur Gustave Courbet met l'accent sur la contribution d'un peintre réaliste charismatique au développement des mouvements d'art moderne dans des pays comme la Finlande, la Hongrie, la Russie, l'Allemagne ou le Brésil. Dans ses études sur le rinceau, qui prolongent les Questions de style (1898) d'Aloïs Riegl, il montre le parcours de cet ornement le long de la Route de la soie et analyse les mécanismes de la réception des formes dans différents contextes culturels. Il a étendu cette analyse au design africain et à l'art aborigène contemporains. Dans ses travaux sur le concept d'unité de l'art, il démontre l'influence des arts décoratifs sur l'art moderne à travers la production de céramique (Paul Gauguin, Pablo Picasso), le papier (paravents de Pierre Bonnard, éventails impressionnistes), le textile (Aristide Maillol, Raoul Dufy), l'art mural (Henri Matisse, Robert Delaunay, Fernand Léger) ou la scénographie et les costumes (Fernand Léger, Pablo Picasso). Il a repris et étendu cette analyse dans son ouvrage Le Geste et la pensée, où il remonte aux sources d'une rivalité entre l'artisanat et art depuis la Préhistoire tout en livrant une histoire globale des objets d'art, à la fois culturelle, économique, sociale et technique. Dans des articles récents, il exprime ses préoccupations au sujet de la culture du design en France, la place de l'artisanat dans l'art et l'art contemporain (notamment pour la reconstruction de la cathédrale Notre-Dame-de-Paris), ou bien d'une stratégie efficace et à long terme en faveur de l'industrie française, non sans susciter un certain débat.

## Publications
- Robert Ducher (nouvelle édition par Jean -François Boisset et Stéphane Laurent) La Caractéristique des styles, Paris, Flammarion, 1998, 223p.  (ISBN 978-2081207882)
- L'École Boulle, Woippy, Éditions Gérard Klopp, 1998, 292 p.  (ISBN 978-2911992070)
- L'Art utile, les écoles d'arts appliqués en France (1851-1940), Paris, L'Harmattan, 1998, 288 p.  (ISBN 978-2738467508)
- Chronologie du design, Paris, Flammarion, coll. "Tout l'Art", 1999 (rééd. 2008), 240 p.  (ISBN 978-2081219182)
- Les Arts appliqués en France (1851-1940), genèse d'un enseignement, Paris, Éditions du Comité des Travaux Historiques et Scientifiques, 1999, 684 p.  (ISBN 978-2735504176)
- Bernard Buffet, le peintre crucifié, Paris, Michalon, 2000, 392 p.  (ISBN 2-84186-139-2)
- Histoire de l’École nationale supérieure des arts décoratifs (1766-1941) (Co-dir. avec Thierry Chabanne), 228 p. (ASIN B000WI6YOQ)
- Figures de l'ornement, Paris, Massin, 2005, 205p.  (ISBN 978-2707205056)
- Le Musée des Arts décoratifs, une étonnante grammaire des styles du Moyen Âge à nos jours, Dijon, Éditions Faton. coll. Dossier de l'art, no 133, septembre 2006, 104 p. (Co-éd. avec Françoise Boisgibault).  (ISSN 1161-3122)
- Le Rayonnement de Gustave Courbet, un fondateur du réalisme en Europe et en Amérique, Paris, L'Harmattan, 2007, 234 p.  (ISBN 978-2296037830)
- Le Geste et la pensée, Artistes contre artisans de l'Antiquité à nos jours, Paris, CNRS Éditions, 2019, 416 p.  (ISBN 978-2271119001)
- Stéphane Laurent (dir.) Une Émergence du design, France 20e siècle, Paris, HICSA Editions/Université Paris 1 Panthéon-Sorbonne, 2019, 204 p.  (ISBN 978-2-491040-03-1) (online publication https://hicsa.pantheonsorbonne.fr/collection-histoire-lart-contemporain#design)
- R. Ducher, J.-F. Boisset, S. Laurent, La Caractéristique des Styles (风格的特征), Shanghai, SDX Joint Publishing Company (生活·读书·新知三联书店), 2020, 213 p.  (ISBN 9787108065834)
- Le Design en France - Deux siècles d'histoire, Paris, CNRS Éditions, 2025, 512 p.  (ISBN 2271141974).
- Between Inventiveness and Refinement, A History of Design in France (Entre inventivité et raffinement : une histoire du design en France), London/Chicago, Reaktion Books (à paraître).